# Casa de Szilágyi
A Casa de Szilágyi foi uma importante família nobre do Reino da Hungria e da Transilvânia. 

## História
A família Szilágyi vem do velho Condado de Szilágy, agora parte da Roménia.
A maioria especialista concorda que a família morreu na Idade Média. Zoltán W. Vityi diz que os nobres Szilágyis de Horogszeg que viviam em Nyírgelse e Nyírmihálydi (Condado de Szabolcs, na Hungria) na década de 1930 eram descendentes da família nobre medieval. 

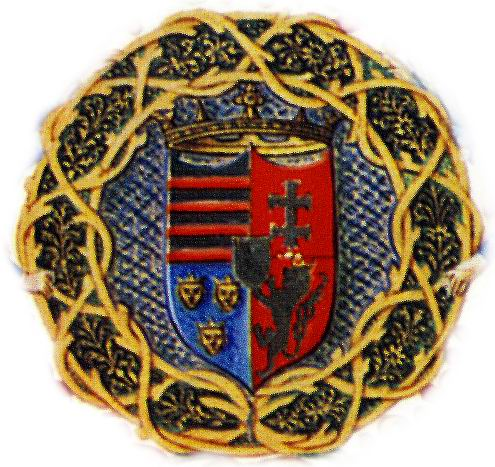
Brasão de Michael Szilágyi como regente da Hungria.

## Membros notáveis
- Ladislaus Szilágyi de Horogszeg, capitão da fortaleza de Bradics.
- Michael Szilágyi, (1400-1460) Regente do Reino da Hungria, Voivode da Transilvânia, Ban de Macsó.
- Ilona Szilágyi, Princesa Consorte da Valáquia.
- Erzsébet Szilágyi, Rainha-mãe da Hungria, mãe do rei Matias I da Hungria.
- Orsolya Szilágyi, esposa de John Rozgonyi, voivode da Transilvânia , Juiz Real do Reino da Hungria.
- Zsófia Szilágyi, esposa de John Geréb de Vingárt, vice-voivoda da Transilvânia.
- Margit (Erzsébet) Szilágyi, esposa de Máté (Mátyus) Maróti. [3] [4]